# Географическая карта

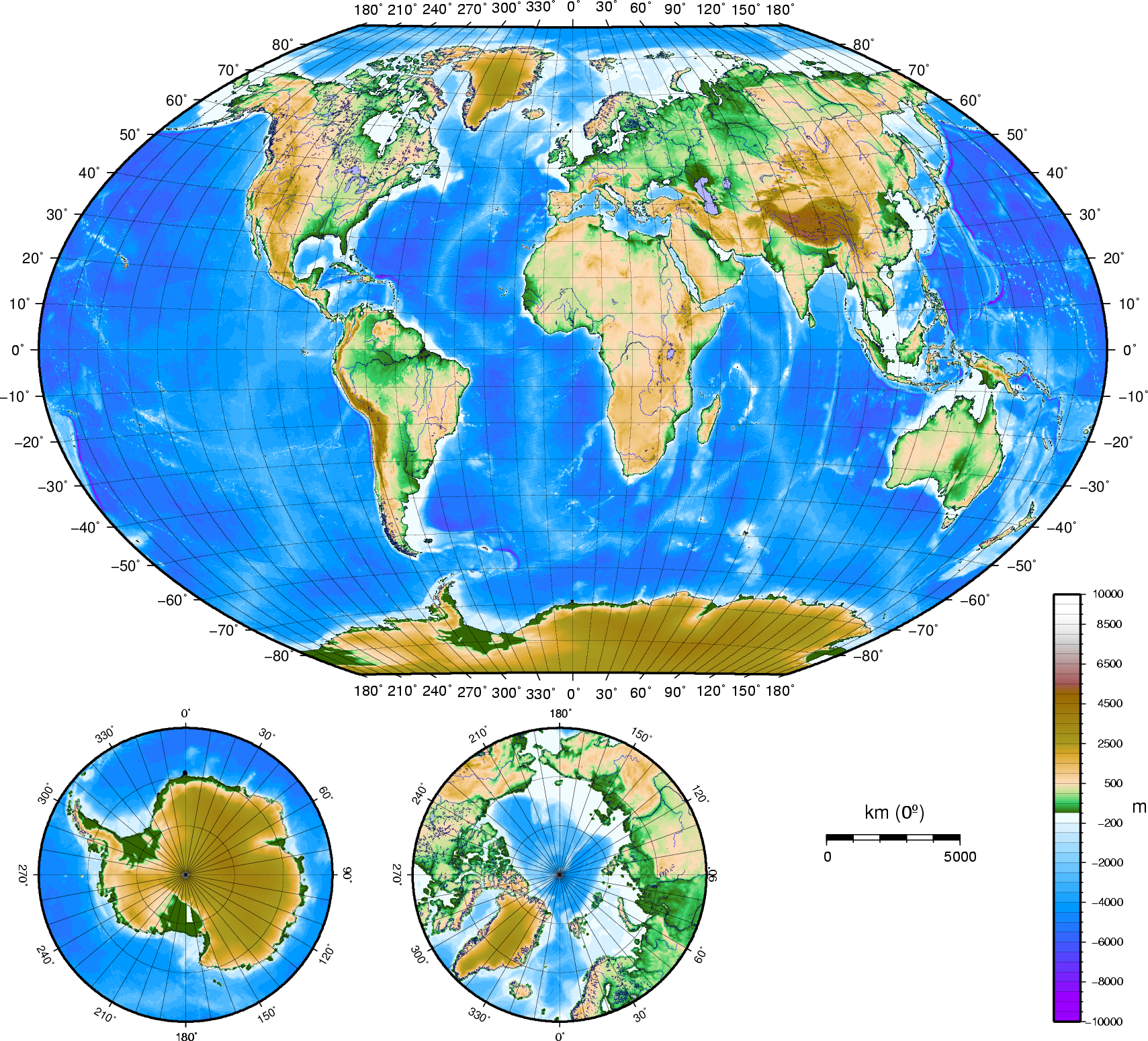
Физическая карта мира

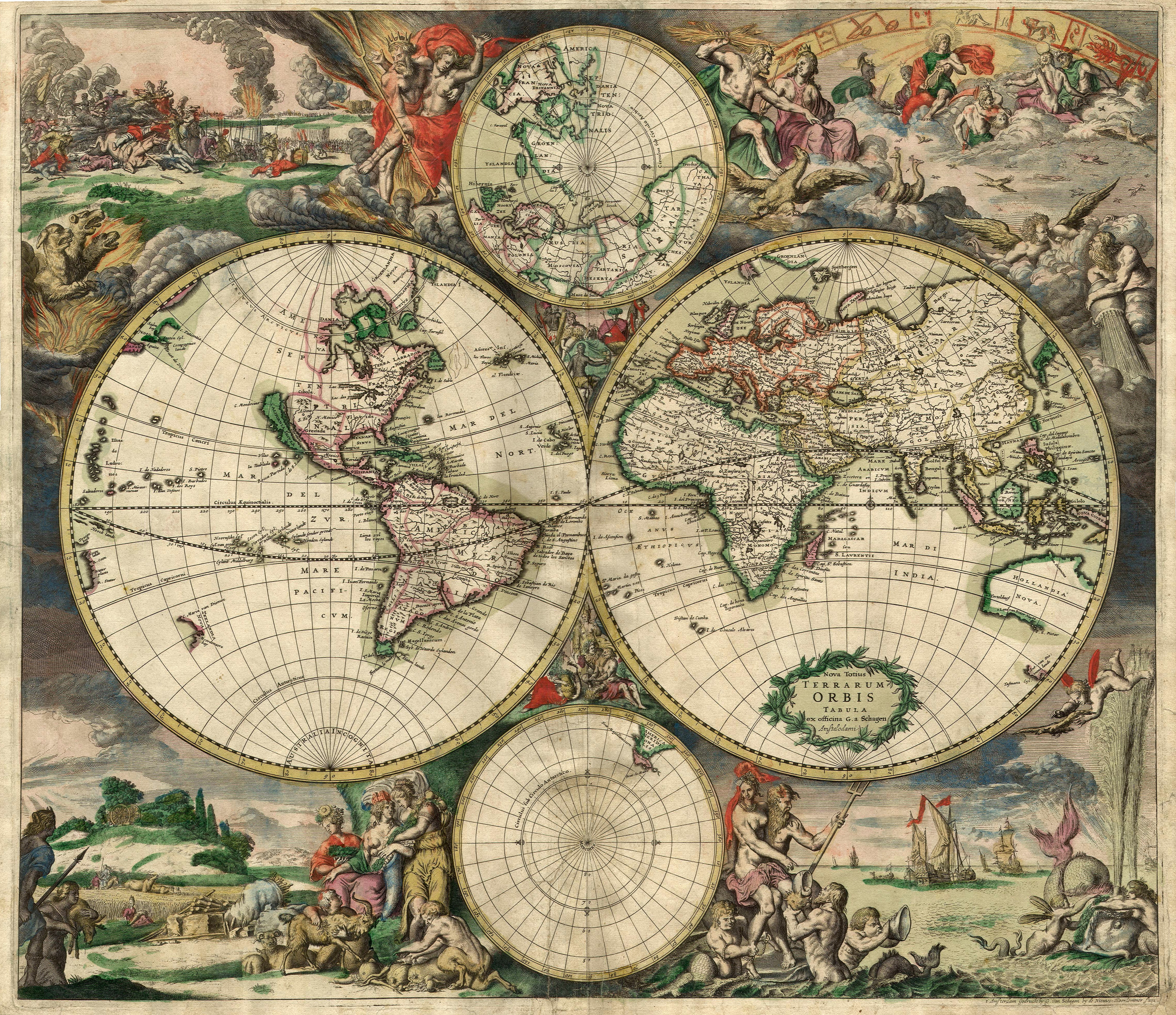
Карта мира Джерарда ван Шагена, Амстердам, 1689

Географи́ческая ка́рта — построенное в картографической проекции, уменьшенное, обобщённое изображение поверхности Земли, другого небесного тела или внеземного пространства, показывающее расположенные на ней объекты или явления в определённой системе условных знаков.

## История географических карт
Первоначальное понятие о карте можно встретить даже у первобытных народов, особенно живущих по берегам и островам и имеющих более или менее ясное представление об окружающих их территорию местностях. Путешественники, расспрашивавшие эскимосов и полинезийцев об окрестных островах и берегах, часто получали от них довольно удовлетворительные показания в форме чертежей, начертанных на песке или нарисованных грубо на коре и даже на бумаге. 

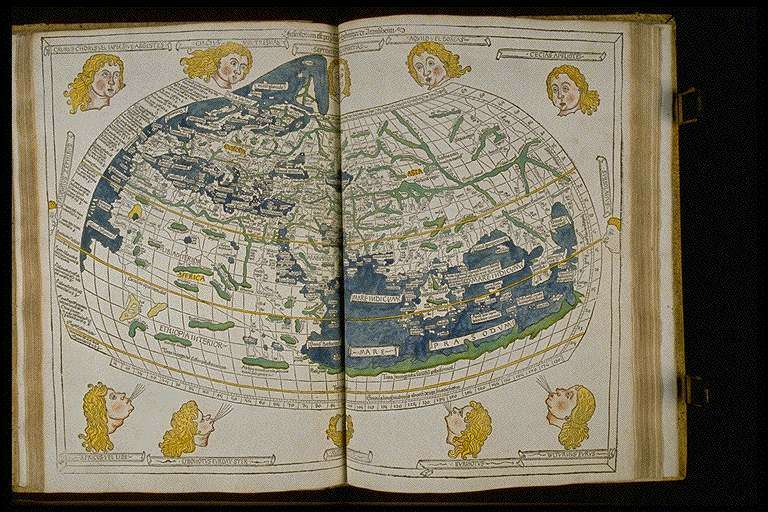
Карта Птолемея, изданная Николаем Германусом в 1482 году на основании карты 1406 года Якобуса Анжелуса, которая была составлена по греческим рукописям, переведённым Максимом Планудусом в конце XIII века на латинский язык.

В области картографии древние греки, которые уже в IV веке до н.э. пришли к выводу о шарообразности Земли, значительно превзошли другие народы своего времени. Параллели и меридианы на картах были введены в употребление во II в. н.э. Птолемеем.
В Средние века Птолемей, однако, долго оставался в забвении, и соответственно упадку в это время географических и научных сведений получило снова перевес представление о Земле как о плоскости, прямоугольной или круглой. Отсюда — прямоугольные или круглые карты Земли, причем последние получили преобладание и господствовали в Западной Европе и у арабов почти до конца XV века. К этому времени, однако, шарообразность Земли стала уже настолько общепризнанною, что изображение Земли в виде круга не могло более признаваться удовлетворительным. Стали являться попытки изображения Земли на шаре (глобус Мартина Бехайма) или если и на плоскости, то представляемой себе как проекция части поверхности шара. Подобною картой (Тосканелли) руководился и Колумб в своем смелом путешествии.
Герард Меркатор (1512–1594) разработал картографические проекции и создал капитальный атлас, опубликованный уже после его смерти. Первый атлас мира под названием Theatrum Orbis Terrarum (Зрелище Круга Земного) в 1570 году издал Абрахам Ортелий.
Но лишь в XIX веке стали производиться точные инструментальные геодезические съемки на больших пространствах и издаваться крупномасштабные топографические карты различных государств.

## Классификация
Географические карты классифицируют по содержанию, масштабу, назначению, территориальному признаку. По содержанию все карты подразделяются на общегеографические и тематические.

### По территориальному охвату
- карты мира;
- карты материков и частей света, карты океанов;
- карты отдельных стран и регионов.

### По масштабу
Карты бывают:
- крупномасштабные (1:200 000 и крупнее)
- среднемасштабные (1:200 000 — 1:1 000 000)
- мелкомасштабные (мельче 1:1 000 000)

Отличные по масштабу карты имеют разную точность и детальность изображения, степень генерализации и разное назначение.

### По назначению
- научно-справочные — предназначены для выполнения научных исследований и получения максимально полной информации;
- культурно-образовательные — предназначены для популяризации знаний, идей;

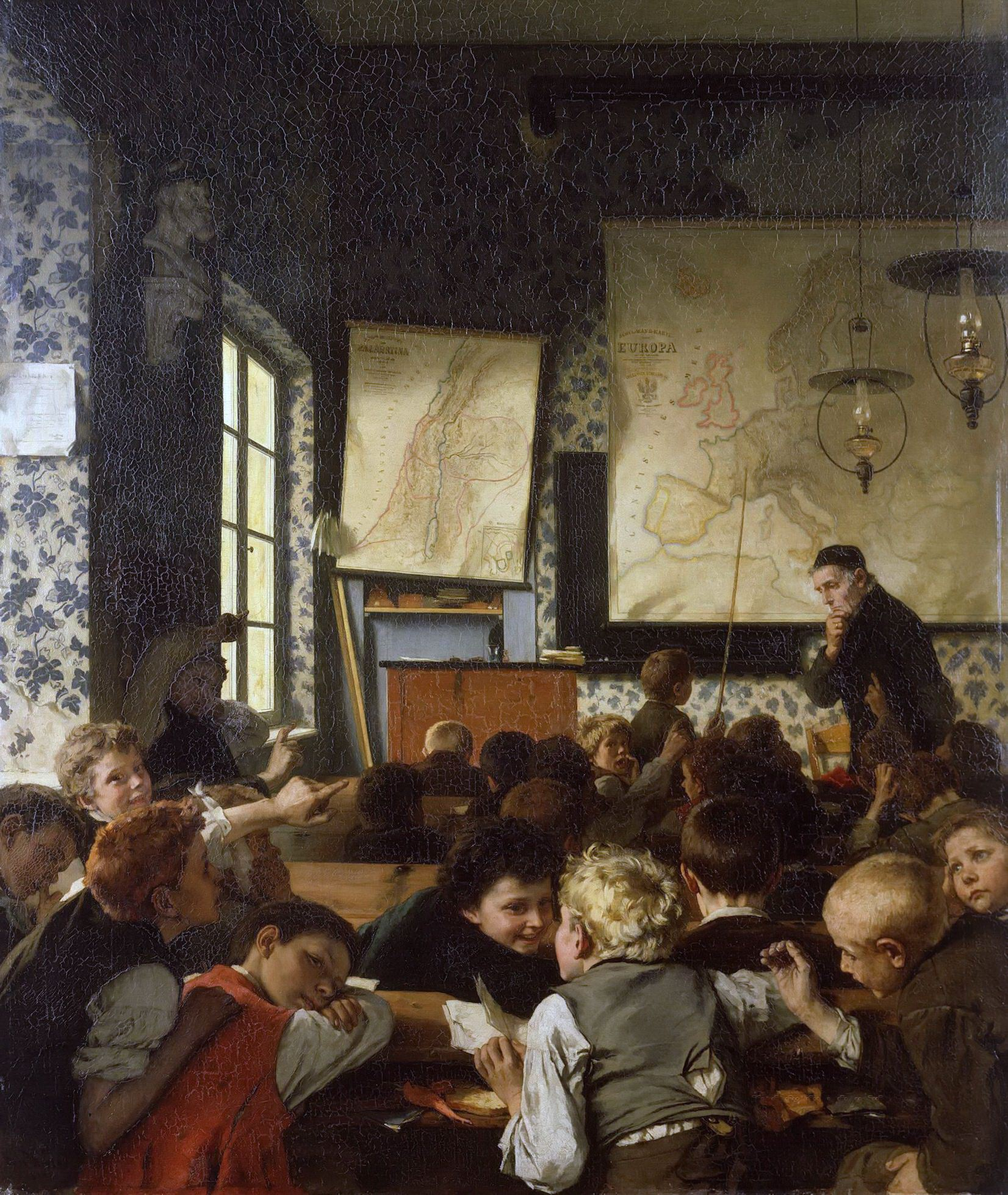
Школьные учебные карты.
Германия, XIX век.
Карл Хертель, 1874

- учебные — используются в качестве наглядных пособий для изучения географии, истории, геологии и других дисциплин, среди них
  - контурная карта;
- технические — отображают объекты и условия, необходимые для решения каких-либо технических заданий;
- туристические — могут содержать: населённые пункты, ориентиры, достопримечательности, маршруты передвижения, места отдыха, ночёвок и других услуг, в зависимости от предназначения по видам туризма;
- навигационные (дорожные) и др.

### По содержанию

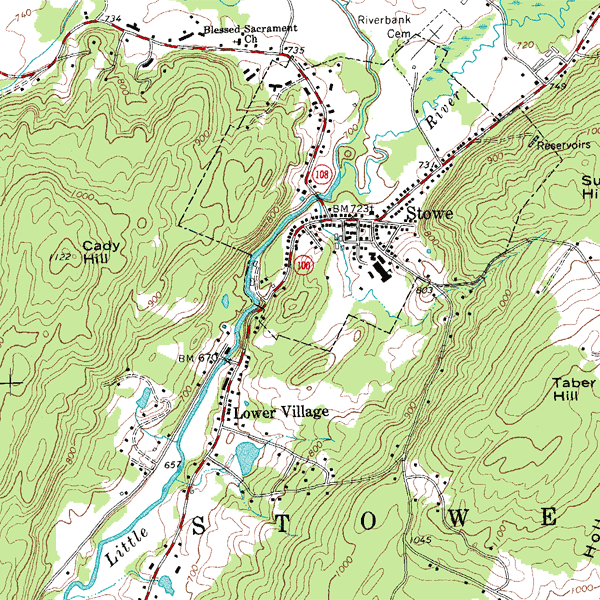
Пример топографической карты

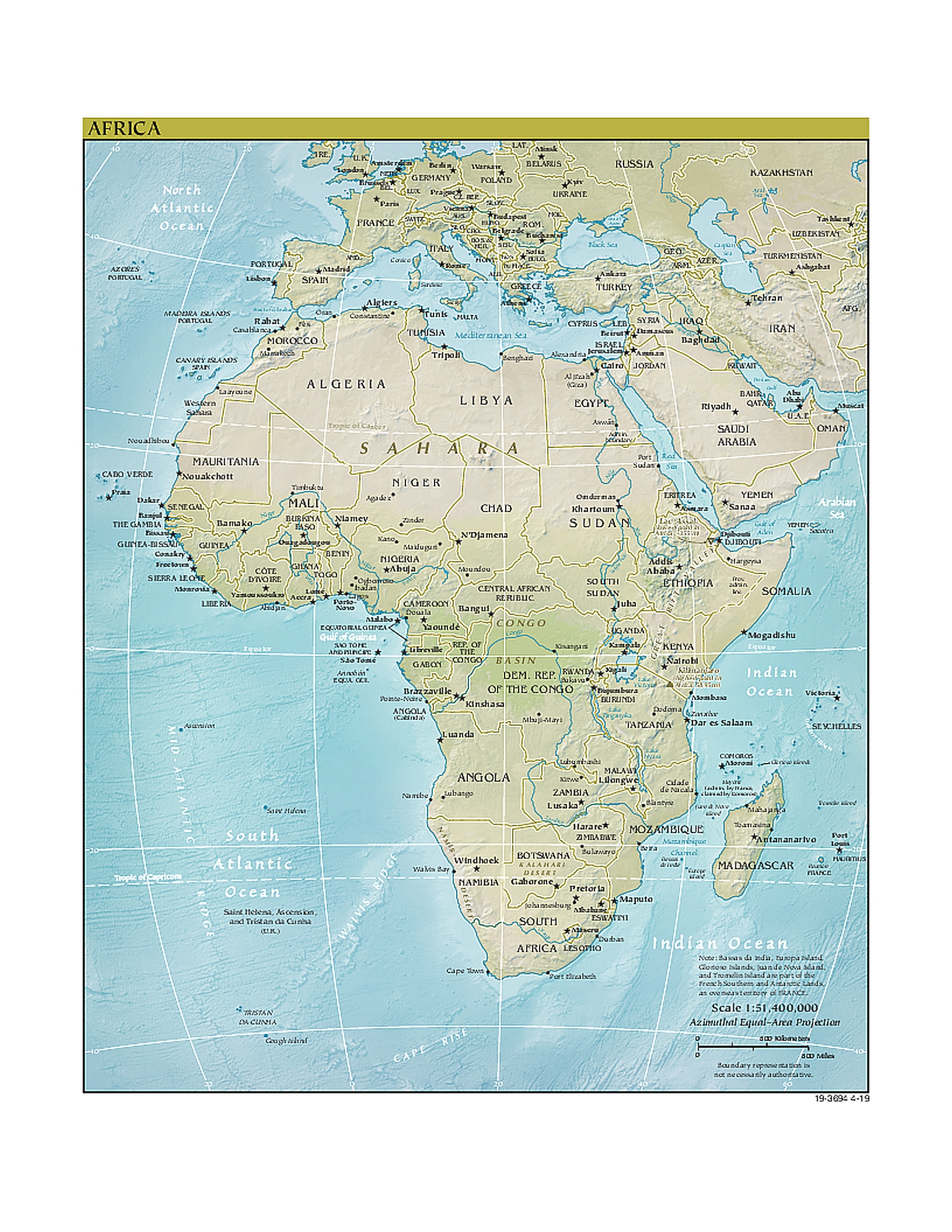
Карта Африки

- Общегеографические (физические) карты — изображают все географические явления, в том числе рельеф, гидрографию, растительно-почвенный покров, населённые пункты, хозяйственные объекты, коммуникации, границы и т. д. Общегеографические крупномасштабные карты, на которых изображены все объекты местности, называются топографическими, среднемасштабные общегеографические карты — обзорно-топографическими, а мелкомасштабные общегеографические карты — обзорными.
- Тематические карты — показывают расположение, взаимосвязи и динамику природных явлений, населения, экономики, социальную сферу. Их можно разделить на две группы: карты природных явлений и карты общественных явлений.
  - Карты природных явлений охватывают все компоненты природной среды и их комбинации. В эту группу входят карты геологические, геофизические, карты рельефа земной поверхности и дна Мирового океана, метеорологические и климатические, океанографические, ботанические, гидрологические, почвенные, карты полезных ископаемых, карты физико-географических ландшафтов и физико-географического районирования и т. д.
  - Общественно-политические карты включают карты населения, экономические, политические, исторические, социально-географические, причём каждая из подкатегорий в свою очередь может содержать собственную структуру разделения. Так, экономические карты включают также карты промышленности (как общие, так и отраслевые), сельского хозяйства, рыбной промышленности, транспорта и связи.

## Создание карт
Созданием картографических произведений занимается раздел картографии — картоведение.
Создание карт выполняется с помощью картографических проекций — способа перехода от реальной, геометрически сложной земной поверхности к плоскости карты. Для этого сначала переходят к математически правильной фигурe эллипсоида или пули, а затем проектируют изображение на плоскость с помощью математических зависимостей. При этом используют различные вспомогательные поверхности: цилиндр, конус, плоскость. При этом, практически стандартом сейчас стало расположение сторон света: севера сверху и соответственно юга внизу, запада слева и востока справа, относительно смотрящего.
- Цилиндрические проекции используются для карт мира — модель Земли мысленно помещают в цилиндр и проектируют на его стенки земную поверхность. При развёртывании цилиндра образуется плоское изображение. Параллелям и меридианам в данной проекции соответствуют прямые линии, проведённые под углом. При цилиндрическом проектировании линией наименьших искажений является экватор.
- Конические проекции зачастую используются для изображения Евразии, Азии и мира. Для создания данной проекции один или несколько конусов мысленно насаживаются на модель Земли и на них переносят все точки земной поверхности. Меридианами в такой проекции являются прямые линии, выходящие из одной точки (полюса), а параллелями — дуги концентрических кругов.
- Для изображения на картах отдельных материков и океанов используют азимутальную проекцию, при которой на плоскость проектируют поверхность материка. Точкой нулевого искажения является точка касания плоскости к земной поверхности, максимальное искажение имеют периферийные части карты. Параллели в прямых азимутальных проекциях (точка соприкосновения — полюса) изображаются концентрическими кругами, а меридианы — прямыми (лучами). В азимутальной проекции составлены карты Антарктиды и приполярных районов. В поперечно-азимутальной проекции (точка соприкосновения — на экваторе) составлена карта полушарий, в которой меридианам и параллелям соответствуют кривые, за исключением экватора и средних меридианов полушарий. Для изображения отдельных материков точки соприкосновения выбирают в их центре (карты Африки, Австралии и Америки). В современных условиях картографические проекции строятся также с помощью математических расчётов без вспомогательных поверхностей; их называют условными проекциями[2].

## Искажения карт
На любых географических картах существуют искажения длин, углов, форм и площадей. Эти искажения разных видов, а их величина зависит от вида проекции, масштаба карты и охвата проектируемой территории. Обнаружить на карте искажения длин вдоль меридианов можно, сравнив отрезки меридианов между двумя соседними параллелями — если они находятся на одном уровне, то искажений длины нет. Об искажении расстояний на параллелях свидетельствует соотношение длин отрезков экватора и параллели 60°-й широты между соседними меридианами. Если искажения отсутствуют, то отрезок экватора ровно в два раза больше, чем отрезок 60°-й параллели.
О характерном для большинства карт искажении углов можно сделать вывод в том случае, когда параллели и меридианы не образуют между собой прямых углов.
Различить искажения формы можно сравнив длину и ширину какого-либо географического объекта на карте и глобусе — если соотношения форм пропорциональны, то искажения по данному критерию нет. Ещё проще различить искажения формы можно сравнив ячейки сетки на одной широте: если они одинаковы, то это свидетельствует об отсутствии искажений формы на данной географической карте.
В зависимости от назначения карт, для них подбирают такие проекции, на которых один из видов искажений может отсутствовать, или быть пренебрежимо малым. По характеру искажений картографические проекции делятся на
- равновеликие — нет искажений площадей;
- равноугольные — нет искажений углов;
- произвольные — существуют все виды искажений[2].

## Правовое регулирование
Некоторые страны требуют, чтобы все опубликованные карты представляли их представления в отношении спорных территорий. Например:
- В России Google Карты показывают Крым как часть России[3].
- Как Республика Индия, так и Китайская Народная Республика требуют, чтобы на всех картах показывались районы, подверженные китайско-индийскому пограничному спору, в свою пользу[4].

В 2010 году Китайская Народная Республика начала требовать, чтобы все онлайн-карты, обслуживаемые из Китая, размещались на территории страны, что делало бы их предметом китайских законов